# James Mancham
Sir James Richard Marie Mancham (Victoria, Seychelle-szigetek, 1939. augusztus 11. – Glacis, 2017. január 8.) a Seychelle Köztársaság első elnöke 1976-77-ben. France-Albert René lemondásra kényszerítette.
A Seychelle-i Demokrata Párt alapítója és pártelnöke 2005 februárjáig, illetve több könyv szerzője.

## Pályafutása
Apja, Richard Mancham sikeres üzletember volt, aki fiát jogi tanulmányokra küldte Angliába. Amikor 1964-ben az Egyesült Királyság bejelentette, hogy szándékában áll a Seychelle-szigetek függetlenségének megadása, Mancham megalapította a Demokrata Pártot (SDP), amelynek 2005 februárjáig vezetője is maradt. A szigetek főminisztereként nagy hangsúlyt fektetett a turizmus fejlesztésére, egyebek mellett elrendelte egy repülőtér építését, aminek hatására a Sechelle turizmusa és gazdasága jelentős fejlődésne indult.
Miután a Seychelle-szigetek 1976-ban valóban megkapta a függetlenséget, Manchamot a köztársaság első elnökévé választották. Alig egy évvel ezután – mialatt egy nemzetközi konferencián Londonban tartózkodott – a France-Albert René miniszterelnök által szervezett puccs során megbuktatták. Pártját betiltották, az országban egypártrendszert vezettek be. 
Mancham 1992-ig Londonban élt. Sikeres üzleti vállalkozásokban vett részt és feleségül vette Catherine Olsen ausztrál újságírónőt.
1992 áprilisában – miután Seychelle-en megszűnt az egypártrendszer – hazatárt és megbékéltek René-vel. 1993 júliusában indult az elnökválasztásokon, a szavazatok 36,72%-át szerezte, amivel René mögött a második helyen végzett. 1998 márciusában ismét indult, de ekkor már csak a szavazatok 13,8%-át tudhatta magáénak, ami a harmadik helyhez volt elegendő René és Wavel Ramkalawan mögött.

## Művei
Két könyv szerzője. Első könyvét Paradise Raped („Megerőszakolt paradicsom”) címen az 1977-es puccsról írta. Második műve a War on America: Seen from the Indian Ocean a Seychelle Köztársaság terrorizmus elleni háborúban betöltött szerepéről szól. Harmadik könyve pedig visszaemlékezéseit tartalmazza (Seychelles Global Citizen: The Autobiography of the Founding President).

## Fordítás
- Ez a szócikk részben vagy egészben  a   James Mancham című angol Wikipédia-szócikk ezen változatának fordításán alapul.  Az eredeti cikk szerkesztőit annak laptörténete sorolja fel. Ez a jelzés csupán a megfogalmazás eredetét és a szerzői jogokat jelzi, nem szolgál a cikkben szereplő információk forrásmegjelöléseként.